# Flor Procuna
Flor Procuna Chamorro (Ciudad de México, 20 de mayo de 1952-Guadalajara, Jalisco; 1 de marzo de 2025) fue una actriz mexicana, conocida por interpretar a la villana Irma Ramos en la telenovela Los ricos también lloran.

## Biografía
Es hija de la nicaragüense Consuelo Chamorro Benard y Luis Procuna. Ambos fallecieron en el accidente aéreo del vuelo GU-901 de Aviateca en 1995. Su abuela materna, Agustina (Tina) Benard de Chamorro, fue una actriz de teatro nicaragüense.
Flor Procuna en sus comienzos en cine, hizo varias películas, entre ellas, El cínico, El paraíso, en 1973 fue la protagonista de dos exitosos films, Mi mesera junto a Julio Alemán y Renzo, el gitano con Braulio Castillo, sobre guion de Olga Ruilopez. En 1975, es la protagonista femenina de Derecho de asilo.
En la década de los años 1970 ha sido protagonista de diversas fotonovelas al lado de figuras como Ana Martín, Jaime Moreno y Salvador Pineda.
Procuna se hizo famosa por su interpretación en Los ricos también lloran de Irma Ramos, la madrastra y antagonista de Mariana Villarreal (Verónica Castro).
De su primer matrimonio tuvo una hija, Mariana Zeceña Procuna, quien es psicóloga. De su segunda relación nació Luis Uriza Procuna, quien se graduó de ingeniero. Ninguno siguió la carrera de su madre, lo que Procuna explicó diciendo: «Ser actor no es fácil. A veces se tiene con qué comer, otras no; a veces estás muy bien, pero otras no; es algo en que necesitas tener mucha ilusión para vivir realmente de eso».

## Filmografía parcial

### Telenovelas
- Los inconformes (1968)
- Los Caudillos (1968)
- Águeda (1968)
- Extraño en su pueblo (1973)
- Rosario de amor (1978)
- Cartas para una víctima (1978)
- Los ricos también lloran (1979)
- Soledad (1980)
- Vanessa (1982)
- Rosa salvaje (1988)
- Velo de novia (2003)
- Duelo de pasiones (2006)
- Tormenta en el paraíso (2007)

### Cine
- Un toro me llama (1968)
- Por qué nací mujer (1970)
- El cínico (1970)
- Tápame contigo (1970)
- Mi mesera (1973)
- Renzo, el gitano (1973)
- Derecho de asilo (1975)
- Albur de amor (1980)
- Mentiras (1986)